# 천남초등학교
천남초등학교는 대한민국 경기도 여주시에 있는 공립 초등학교이다.

## 연혁
- 1935. 05. 01 천남간이학교 개교
- 1944. 04. 01 천남공립국민학교 승격(6학급)
- 1966. 03. 01 천남초등학교로 개명
- 1966. 12. 06 상구분교 설치 인가
- 1981. 03. 01 병설유치원 개원(1학급)
- 1989. 03. 01 상구분교장 통합
- 1999. 02. 01 교실개축 준공(교실4, 급식소, 유치원)
- 2012. 03. 01 제23대 교장 강석환 부임
- 2015. 02. 12 제67회 졸업(졸업생 7명-총 4105명)
- 2015. 03. 01 초등 7학급(특수1학급), 유치원 1학급 편성